# تینگا تینگا
تینگا تینگا (با نام کامل قصه‌های تینگا تینگا) یک مجموعه تلویزیونی انیمیشن کودکانه است که بر اساس داستان‌های عامیانه آفریقایی ساخته شده. تمرکز این انیمیشن بیشتر بر کودکان ۴ تا ۶ ساله است. تینگا تینگا در دو سال (۲۰۱۱–۲۰۱۲) پخش شد. بی‌بی‌سی این انیمیشن را برای کانال سی‌بیبیز خود سفارش داد. طراحی فضا و همچنین نام این مجموعه برگرفته از سبک هنری تینگاتینگا که خاستگاه آن تانزانیاست، می‌باشد. این انیمیشن توسط شرکت هومبویز انیمیشن ساخته و موسیقی آن توسط خواننده و ترانه‌سرای کنیایی اریک وایناینا اجرا شده است. این سریال شامل ۵۵ قسمت است.
این انیمیشن در ایران از شبکه پویا پخش شده است.